# Districte de Solothurn

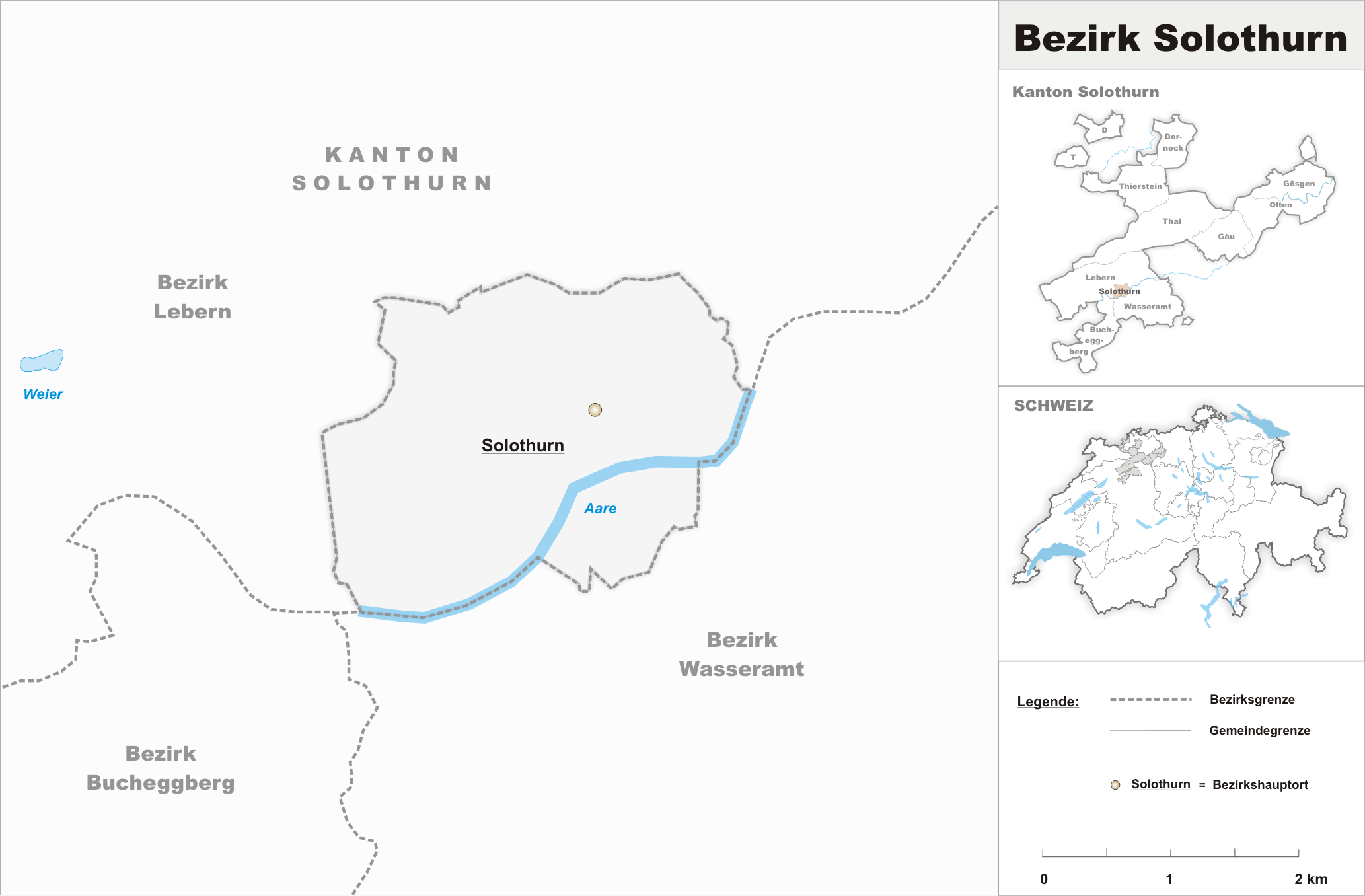
El districte de Solothurn

El districte de Solothurn és un dels deu districtes del cantó de Solothurn (Suïssa). Té una població de 15511 habitants (cens de 2007) i una superfície de 6.29 km². Està format per 1 sol municipi Solothurn, que també és el cap del cantó.